# Eparchia lidzka

Eparchia lidzka na tle podziału administracyjnego Egzarchatu Białoruskiego

Eparchia lidzka – jedna z eparchii Egzarchatu Białoruskiego Patriarchatu Moskiewskiego, z siedzibą w Lidzie.
Eparchia została erygowana 25 grudnia 2014 postanowieniem Świętego Synodu Rosyjskiego Kościoła Prawosławnego, poprzez wydzielenie z eparchii nowogródzkiej. Obejmuje część obwodu grodzieńskiego – rejony: iwiejski, lidzki, ostrowiecki, oszmiański i smorgoński.
Katedrą eparchii jest sobór św. Michała Archanioła w Lidzie.
Ordynariusz eparchii nosi tytuł biskupa lidzkiego i smorgońskiego.

## Biskupi lidzcy
- Porfiry (Predniuk), od 2015[3][1]

## Dekanaty
W skład eparchii wchodzi pięć dekanatów:
- iwiejski (8 parafii);
- lidzki (20 parafii);
- ostrowiecki (3 parafie);
- oszmiański (4 parafie);
- smorgoński (13 parafii).